# Odontocarya tenacissima
Odontocarya tenacissima är en tvåhjärtbladig växtart som beskrevs av Friedrich Ludwig Diels. Odontocarya tenacissima ingår i släktet Odontocarya och familjen Menispermaceae. Inga underarter finns listade i Catalogue of Life.